# 살찐꼬리도마뱀붙이속
살찐꼬리도마뱀붙이속은 도마뱀붙이류의 일속이며 표범도마뱀붙이류와 닮았다.

## 사육
펫테일 게코는 표범도마뱀붙이와 사육법이 매우 같다. 알도 온도에 의해서 성별이 결정되는데 표범

## 하위
- 아프리카살찐꼬리도마뱀붙이, (Hemitheconyx caudicinctus)
- 테일러살찐꼬리도마뱀붙이, (Hemitheconyx taylori)